# Federico Pizza
Federico Pizza (Napoli, 15 aprile 1825 – 28 marzo 1909) è stato un arcivescovo cattolico italiano.

## Biografia
Fu eletto arcivescovo di Manfredonia il 24 marzo 1884. Fu impegnato nel restauro del seminario arcivescovile e nello stesso 1884 riuscì a riaprire i corsi. Tuttavia, i restauri non saranno ancora ultimati alla fine del suo episcopato.
Dimissionario dall'arcidiocesi sipontina, il 19 aprile 1897 fu nominato arcivescovo titolare di Nisibi.

## Genealogia episcopale
La genealogia episcopale è:
- Cardinale Scipione Rebiba
- Cardinale Giulio Antonio Santori
- Cardinale Girolamo Bernerio, O.P.
- Arcivescovo Galeazzo Sanvitale
- Cardinale Ludovico Ludovisi
- Cardinale Luigi Caetani
- Cardinale Ulderico Carpegna
- Cardinale Paluzzo Paluzzi Altieri degli Albertoni
- Papa Benedetto XIII
- Papa Benedetto XIV
- Papa Clemente XIII
- Cardinale Bernardino Giraud
- Cardinale Alessandro Mattei
- Cardinale Pietro Francesco Galleffi
- Cardinale Giacomo Filippo Fransoni
- Cardinale Carlo Sacconi
- Cardinale Edward Henry Howard
- Arcivescovo Federico Pizza